# 플라켄텔라속
플라켄텔라속(Placentela)은 무관해초목에 속하는 피낭동물 속의 하나이다. 플라켄텔라과(Placentelidae)의 유일속이다. 2종을 포함하고 있다.

## 하위 종
- Placentela crystallina Redikorzev, 1913
- Placentela translucida Kott, 1969